# WEC Energy Group
WEC Energy Group (anciennement Wisconsin Energy) est une entreprise de production d'électricité et de distribution de gaz basée à Milwaukee. La plupart de sa production électrique vient de centrales thermiques. Wisconsin Energy possède 60 % American Transmission.

## Histoire
En juin 2014, Wisconsin Energy annonce l'acquisition d'Integrys, spécialiser dans la distribution de gaz, pour 5,71 milliards de dollars, et de 9,1 milliards de dollars si l'on inclut la reprise de la dette. La nouvelle société se nommera WEC Energy Group et desservira les territoires du Wisconsin, de l'Illinois, du Michigan et Minnesota.

## Activité
- Production et distribution d'électricité auprès de 1,6 million de clients au Wisconsin et au Michigan à fin 2018. Le groupe développe également une activité de vente de chaleur.
- distribution de gaz naturel auprès de 1,5 million de clients .

## Principaux actionnaires
Au 3 janvier 2020:
| The Vanguard Group               | 12,6% |
| SSgA Funds Management            | 5,36% |
| Magellan Asset Management        | 4,29% |
| BlackRock Fund Advisors          | 2,66% |
| DWS Investment                   | 2,23% |
| Wells Fargo Clearing Services    | 1,82% |
| JPMorgan Investment Management   | 1,78% |
| Geode Capital Management         | 1,63% |
| Northern Trust Investments, I.M. | 1,63% |
| Managed Account Advisors         | 1,60% |